# Mesosemia tenebricosa
Mesosemia tenebricosa is een vlindersoort uit de familie van de prachtvlinders (Riodinidae), onderfamilie Riodininae.
Mesosemia tenebricosa werd in 1877 beschreven door Hewitson.